# Vida Beselienė
Vida Beselienė, född den 17 augusti 1956 i Šiauliai, nuvarande Litauen, är en sovjetisk basketspelare som var med och tog OS-guld 1980 i Moskva. Hon har även tagit ett VM- och tre EM-guld.